# India ai Giochi della XVI Olimpiade
L’India ha partecipato ai Giochi della XVI Olimpiade che si sono svolti a Melbourne dal 22 novembre all'8 dicembre 1956 
con una delegazione di 59 atleti, di cui 1 donna, impegnati in 8 discipline,
aggiudicandosi 1 medaglia d'oro.

## Medagliere
| Medaglia | Atleta | Sport           | Evento          |
| -------- | --- | --------------- | --------------- |
| Oro      | Shankar Laxman Bakshish Singh Randhir Singh Gentle Leslie Claudius Amir Kumar Govind Perumal Charles Stephen Gurdev Singh Balbir Singh Sr. Udham Singh Raghbir Singh Bhola Ranganathan Francis Amit Singh Bakshi Hari Pal Kaushik Hardyal Singh Raghbir Lal Balkrishan Singh | Hockey su prato | Torneo maschile |

## Risultati

### Calcio
| Atleta | Classifica |                  |
| --- | --- | ---------------- |
| V · D · M Nazionale olimpica indiana · Calcio ai Giochi Olimpici Estivi 1956 1 S. Banerjee · 2 Kittu · 3 Pal · 4 Nandy · 5 P. K. Banerjee · 6 Kempaiah · 7 Kannayan · 8 Rehman · 9 Azizuddin · 10 Abdul Latif · 11 Mohammed · 12 Husein · 13 Abdul Salaam · 14 D'Souza · 15 Balaram · 16 Thangaraj · 17 Narayan · 18 Zulfiqaruddin · CT : Sayed | 4° |                  |
| Nazionale olimpica indiana · Calcio ai Giochi Olimpici Estivi 1956 | |                  |
| 1 S. Banerjee · 2 Kittu · 3 Pal · 4 Nandy · 5 P. K. Banerjee · 6 Kempaiah · 7 Kannayan · 8 Rehman · 9 Azizuddin · 10 Abdul Latif · 11 Mohammed · 12 Husein · 13 Abdul Salaam · 14 D'Souza · 15 Balaram · 16 Thangaraj · 17 Narayan · 18 Zulfiqaruddin · CT: Sayed                                                                               | 1 S. Banerjee · 2 Kittu · 3 Pal · 4 Nandy · 5 P. K. Banerjee · 6 Kempaiah · 7 Kannayan · 8 Rehman · 9 Azizuddin · 10 Abdul Latif · 11 Mohammed · 12 Husein · 13 Abdul Salaam · 14 D'Souza · 15 Balaram · 16 Thangaraj · 17 Narayan · 18 Zulfiqaruddin · CT: Sayed | India (bandiera) |